# 釣りいろは
釣りいろはとは、主に九州を中心に釣りをテーマにした動画を配信する、日本のYouTuberである。

## 概要
九州を舞台に、特には地元である佐賀や長崎を中心に釣りを行う。YouTuberとしての母体は佐賀県鹿島市に存在する情報ポータルサイト「シティーコム」とそのメディアである「シティーコムTV」であり、シティーコムTVのスタッフによってYouTubeチャンネルが運営される。
動画では釣りの他に、釣果の調理や完成した料理を食べる様子が撮影され、特に料理についてはシティコムの事業所に作られた居酒屋風のセットで供される。
釣りの様子を収めた動画では釣り具の紹介なども行われ、「ジャクソン」「ヤマシタ」「ルミカ」などの釣具ブランドとのコラボレーション動画も作成された。2018年には佐賀県より依頼され、玄界灘の海の幸を紹介する動画を配信した。
所謂YouTuber以外とのコラボレーション動画も多く配信され、カノエラナや那須川天心らの他、歌手で俳優の藤木直人は「釣りいろは」のファンを公言しており、2017年には釣りいろはの動画に登場したのち、複数回に渡って出演した。この藤木直人のライブDVDの特典には「釣りいろは」との釣行の様子が含まれている。2019年に行われた藤木直人の全国ツアー『Naohito Fujiki Live Tour ver12.0 20th-Grown Boy-みんなで叫ぼう！LOVE！！Tour』のファイナル公演が山梨県河口湖で行われた際には、会場前広場で「藤木直人×釣りいろは」のブースが設けられた。ロックバンド・MY FIRST STORYのメンバーであるTeru、Kid’zもまた、釣りいろはの動画に登場し、しばしば釣行を共にする。魚釣りを主なテーマとするYouTuberで同じく佐賀で活動する「釣りよかでしょう。」や沖縄で活動する「ハイサイ探偵団」とも親交が深く、コラボレーション動画を多く配信した。
YouTube上の活動だけではなく、2019年からはABEMAにおいて『今日は何ば釣るか? Powered by 釣りいろは』が開始された。

## メンバー
主要メンバーの他、とくさんの友人や家族、シティコム編集スタッフらも多く動画内に出演する。

### シティーコムTV
専属メンバー
- とくさん - シティーコムの経営者でありリーダーを務める。

魚屋や寿司屋など複数の職種を経験し料理の腕を磨く。
4人兄弟の末っ子で長男が経営する学習塾で講師の経験あり。
トレードマークとしてピンク色のポロシャツを着用する。釣果の調理もまた、とくさんを中心として行われる。
- しま - とくさんの塾講師時代の教え子。シティーコムの営業の仕事がメインだが合間に動画に頻繁に出演。「しま」は苗字を基にしたニックネームで最近は名前から「けいこちゃん」「けいこッタン」と呼ばれることが多い。

不定期メンバー
- きな - とくさんが釣りをしている最中に出会って意気投合。最近はほとんど出てこない。
- あつみ -本職は アーティストの地方ライブの際のコーディネーター。とくさんがアーティストのライブで出会って意気投合。最近はほとんど出てこない。
- むっちゃん - 女性メンバー。「しま」の釣り仲間募集で動画に初参加。本業はダーツのプロで佐賀県代表になったこともある。
- とく父、とく母 - とくさんの両親。とく父は単独で釣り動画にも出演。とく母は調理動画などに出演。
- とく兄
- りゅうじ（長男） - 学習塾など多角的に経営。動画にも何度か出演
- ひろき（次男） - 鹿島市会議員を何期も務める。動画にも頻繁に出演
- ひでき（三男） - 長男が経営する学習塾の名物講師。動画にはほとんど出てこない

- 右近さん - トヨタレンタリース佐賀鹿島店勤務。とくさんの旧友。
- 鐘ヶ江さん - ガソリンスタンド「鐘ヶ江石油」経営。とくさんの旧友。
- 濱本さん - とくさんの旧友。フカセ釣りを好むがベラをよく釣ってしまうため通称「ベラ本さん」。「ブリ本」になることが目標。
- カイ - とくさんの塾講師時代の教え子。シーバス釣りが得意で動画に何度も登場。現在は佐賀を離れている。

- カノエラナ - 佐賀県出身のシンガーソングライター。「しま」や「スン」がファンだったことから動画に出演。以後は動画に何度も出演したりテーマソングを担当するなど関係が深い。

【東京支部】
- なおさん藤木直人 - 趣味の釣り情報を探してYouTubeの釣りチャンネルを検索中に釣りいろはを発見しコラボを申し込む。以降何度か出演。
- けんごさん - なおさんの知人。食品会社勤務で刺身にまぶす粉末調味料「とく粉」を開発。
- あきとさん - なおさんの知人。キャンプなどアウトドアが趣味。

### 元メンバー
- スンくん - 青色担当であった。元々「釣りせんば」というYouTubeチャンネルを主宰していたが、2016年に「釣りいろは」に加入した[† 5]。2019年に脱退した。その後、自身のYouTubeチャンネル「釣りせんば」を再開し[† 6]、2020年1月に横浜国際平和会議場で開催された日本釣用品工業会が主催する「釣りフェスティバル 2020 in Yokohama」ではジャクソンの企業ブースでトークイベントを行うなど、YouTuberとして活動を続ける。現在は、離島で家族と暮らしている[11]。
- ゴン - 2018年動画初登場。オーストラリアにホームステイなど海外経験豊富。
- キャノン - 2019年動画初登場。ゴンの中学時代からの親友でボディービルなど筋トレが好き
- いっち - 主にお笑い役を務める。トレードマークとして黄色のシャツと冬には、黄色のニット帽を多く着用する[1]。
- かっちゃん -2019年の動画で初登場。 徳之島出身。釣り経験が豊富。
- ゆうたろう - とくさんの塾講師時代の教え子。前職は郵便局職員だがエギングが大好きでイカ釣りの盛んな種子島に自ら転勤希望届を出して3年ほど住んでいた。

### 動画
1. ↑  釣りいろは『【堤防で1泊2日】特別ゲストお迎え編』2017年10月1日。2020年5月19日閲覧。
2. ↑  釣りいろは『【クリスマススペシャル企画#1】特別ゲストと釣った魚でクリスマスパーティーをする企画』2017年12月14日。2020年5月19日閲覧。
3. ↑  釣りいろは『MY FIRST STORYのメンバーと釣りに行く! #1』2017年4月12日。2020年5月19日閲覧。
4. ↑  釣りいろは『離島でkg超えのイカを釣って食う！マイファスコラボ#1』2017年4月17日。2020年5月19日閲覧。
5. ↑  釣りいろは『釣りいろは重大発表その１』2016年8月16日。2020年5月19日閲覧。
6. ↑  釣りせんば『スンです。自分のチャンネルに帰って来ました。』2019年10月1日。2020年5月19日閲覧。